# Místokrálovství Peru
Místokrálovství Peru (španělsky Virreinato del Perú) neboli Království Peru bylo jednou z územně-správních jednotek na jihoamerickém kontinentu pod španělskou koloniální správou. Bylo druhým nejstarším místokrálovstvím, které Španělé v Americe založili (starší bylo jen místokrálovství Nové Španělsko). V čele stál místokrál, sídlící v Limě.

## Vznik
Po objevení Ameriky Kryštofem Kolumbem začali Španělé prozkoumávat "Nový svět". V oblasti And se rozkládala rozvinutá Incká říše. Tuto říši dobyl na začátku 16. století Francisco Pizarro se svojí výpravou conquistadorů. Místokrálovství Peru bylo zřízeno 20. listopadu 1542 vydáním královského dekretu španělského krále Karla V. Zahrnovalo veškeré španělské pozice v Jižní Americe a území dnešní Panamy.

## Územní změny
Území spravované Španěly se v Jižní Americe neustále rozšiřovalo, a tak se místokrálovství Peru v době své největší územní expanze rozkládalo od Panamy až k Argentině. S výjimkou východní části dnešní Brazílie (součást portugalské říše) a Venezuely (spadala pod místokrálovství Nové Španělsko) zabíralo tedy celý jihoamerický kontinent. Generální kapitanát Chile byl oficiálně součástí místokrálovství Peru, ve skutečnosti byl na Limě silně nezávislý. Komunikace mezi jednotlivými městy byla ovšem zdlouhavá a neefektivní. Proto bylo rozhodnuto ustanovit nová místokrálovství, která se vyčlenila z Peru. Byla to následující dvě:
- Místokrálovství Nová Granada – rok založení 1716 – především území dnešní Panamy, Kolumbie, Ekvádoru a Venezuely (byla do přečleněna z Nového Španělska do Nové Granady).
- Místokrálovství Río de la Plata – rok založení 1777 – území Argentiny, Uruguaye, Paraguaye, Bolívie.

Místokrálovství Peru zaniklo v roce 1824 po skončení peruánské války za nezávislost, kdy vznikla nezávislá peruánská republika.